# Renata Jasińska-Nowak
Renata Jasińska-Nowak, née le 17 mars 1953 à Zielona Góra dans une famille originaire de Lwów et morte le 4 août 2019 à Wrocław, est une actrice et metteuse en scène de théâtre polonaise. 
Elle dirigeait le Teatr Arka (pl) de Wrocław.

## Biographie
Renata Jasińska fait ses études à l'antenne de Wrocław de l'École nationale supérieure de théâtre Ludwik Solski où elle obtient son diplôme en 1978. Elle y est notamment l'élève de Zygmunt Molik (pl).
Elle travaille d'abord au Teatr Lalek we Wrocławiu (pl), puis au théâtre Cyprian Kamil Norwid de Jelenia Góra.
Elle est une des fondatrices de Solidarność dans les théâtres de Wrocław, notamment au Teatr Lalek (pl) et au Wrocławski Teatr Współczesny (pl).
De 1983 à 1989 elle participe au Comité de la culture indépendante à Wrocław et au théâtre indépendant de Wrocław Nie Sam Teatr et est licenciée du Théâtre Cyprian Kamil Norwid de Jelenia Góra sous la pression de la police politique SB. Elle se consacre comme actrice, scénariste et metteuse en scène au théâtre indépendant « Scena Czterdzieści i Cztery » (Scène Quarante Quatre) tout en étant recrutée par le Wrocławski Teatr Współczesny (pl) où elle reste jusqu'en 1993.
Elle crée à partir de 1992 le Teatr Arka (pl) bientôt ouvert également à des personnes en situation de handicap, se référant à une rencontre quand elle était jeune actrice avec le Magic Circus de Jérôme Savary.
Elle tient en 2006 dans le film de Filip Bajon Fundacja (pl) un rôle de mère d'un enfant handicapé, inspiré de sa propre expérience.
Elle meurt le 4 août 2019 des suites d'une longue maladie.

## Récompenses
- Premier prix au Festival international de théâtre de marionnettes (hr) à Zagreb (1978),
- Prix au Festival de théâtre pour un acteur à Toruń (Ogólnopolski Festiwal Teatrów Jednego Aktora  OFTJA),
- Récompense Biennale d'art pour les enfants à Poznań organisé par Centrum Sztuki Dziecka w Poznaniu (pl),
- Lauréate du Prix de la ville de Wrocław (1980).
- Prix de la Fondation « Polcul » décerné par la communauté polonaise d'Australie pour l'activité artistique du NTSCiC (1986).
- Prix du ministre de la Culture et des Arts pour ses réalisations dans le domaine du théâtre (2004).
- Insigne du Mérite d'or d'honneur de la Basse-Silésie (2013)[6].